# Malteški sokol (1941.)
Malteški sokol (eng. The Maltese Falcon) je triler  Johna Hustona, temeljen na istoimenom romanu  Dashiella Hammetta s  Humphreyjem Bogartom u ulozi privatnog istražitelja Sama Spadea, Mary Astor kao femme fatale klijenticom,  Sydneyjem Greenstreetom i  Peterom Lorreom. Bio je to Hustonov redateljski debi, a film je bio nominiran za tri Oscara.
Priča se odnosi na privatnog istražitelja iz  San Francisca koji se spetlja s trojicom pohlepnih, beskupuloznih i ubilačkih pustolova koji se međusobno natječu kako bi dobili slavnu statuu sokola optočenu draguljima koja vrijedi milijune.
Roger Ebert i časopis Entertainment Weekly proglasili su Malteškog sokola jednim od najvećih filmova svih vremena, a francuska knjiga Panorama du Film Noir Americain navela ga je kao prvi film noir.

## Pozadina
Protagonist antijunak Malteškog sokola Dashiella Hammetta, privatni istražitelj Sam Spade, temeljen je na autorovim iskustvima kao privatnog detektiva za detektivsku agenciju Pinkerton u  San Franciscu. Ne samo da je Hammett dao junaku svoje karakteristike, nego i svoje ime, Samuel, koje je Hammett odbacio kad je započeo svoju karijeru kao pisac.
Hammett je iskoristio svoje detektivsko iskustvo kako bi stvorio još neke likove u Malteškom sokolu, iz svoje dvije priče objavljene u časopisu Black Mask 1925., "The Whosis Kid" i "The Gutting of Couffignal". Sami roman objavljen je u pet dijelova u Black Mask 1930. prije nego što je izdana u formi knjige iste godine.
Film iz 1941. je treća verzija romana. U prvom, objavljenom 1931., u ulozi Sama Spadea nastupio je Ricardo Cortez, dok je drugi, nazvan Satan Met a Lady, bio djelomična adaptacija koja je pretvorila priču u jeftinu komediju, dok su likovima promijenjena imena. Objavljen je 1936., a u njemu su nastupili mlada Bette Davis i Warren William.

## Radnja
"Godine 1539.,  malteški templari su odali počast Karlu V. od Španjolske poslavši mu Zlatnog sokola optočenog od kljuna do pandži najrjeđim draguljima - ali pirati su zauzeli galiju i odnijeli ovaj neprocjenjivi poklon, a otada je sudbina Malteškog sokola ostala nepoznata do danas."
U  San Franciscu 1941., privatni istražitelji Sam Spade (Humphrey Bogart) i Miles Archer (Jerome Cowan) upoznaju prelijepu novu klijenticu - gđicu. Ruth Wonderly (Mary Astor) - koja ih zamoli da pronađu njezinu nestalu sestru, koja je tamo otišla s čovjekom zvanim Floyd Thursby. Wonderly dogovara sastanak s Thursbyjem te noći i nada se da će njezina sestra biti s njim. Nakon što su dobili pozamašan honorar od žene, Archer se dobrovoljno javlja da je prati te noći i pomogne joj da oslobodi sestru od Thursbyja.
Nakon što se Archer pojavljuje te noći, pogođen je i ubijen. Spade o smrti partnera saznaje preko telefona, ali prije nego što odlazi na mjesto zločina, kaže svojoj tajnici Effie Perrine (Lee Patrick) da priopći vijest Archerovoj ženi, Ivi (Gladys George), i upozori je da drži Ivu podalje od njega. Na mjestu zločina, policijski detektiv Tom Polhaus (Ward Bond) pokazuje Spadeu oružje kojim je počinjeno ubojstvo, rijetki engleski revolver. Spade kaže Polhausu da je Archer pratio Thursbyja, ali mu odbija dati bilo kakvu dodatnu informaciju. Sam tada nazove hotel gđice. Wonderly, ali saznaje da je se odjavila te da nije ostavila nikakvu daljnju adresu.
Vrativši se u svoj mali stan, Spadea ubrzo posjećuje Pollhaus i njegov nadređeni, poručnik Dundy (Barton MacLane), surovi i beskompromisni poicajac. Počinju oštro ispitivati Spadea o slučaju na kojem su on i Archer radili, ali ovaj odbija odati ime klijenta. Kažu Spadeu da je Thursby ubijen i sugeriraju da je Spade imao vremena da to učini.
Sljedećeg jutra Spadea posjećuje Iva koja ga strastveno zagrli i upita ga je li on ubio Archera kako bi njih dvoje mogli biti zajedno - ali Effie natukne Spadeu kako bi sama Iva mogla biti ubojica. Spade se sastaje s Wonderly - koja se sada zove Brigid O'Shaughnessy - i uvjeri je da je sakrio njezin identitet od policije, ali joj daje do znanja kako zna da je izmislila priču o svojoj sestri. Ona mu objasni kako je Thursby bio njezin pratilac, da je nosio pištolj te da je vjerojatno ubio Archera, ali da nema pojma tko je ubio Thursbyja. Spade se dogovara da će otkriti tko stoji iza ubojstava, ali je prisiljava da mu plati većinu novca koji ima pri ruci.
Spade se u svom uredu sastaje s Joelom Cairom (Peter Lorre), koji mu ponudi honorar od 5 tisuća dolara ako mu pronađe "crnu figuru ptice". Nakon što je Spadeu na trenutak odvučena pozornost, Cairo uperi pištolj u njega kako bi pretražio ured, ali Spade mu izbija pištolj i onesvijesti ga. Pretraži Caira, pronalazi njegov novac i tri putovnice iz različitih zemalja. Nakon što Cairo dolazi k svijesti, upita Spadea ima li pticu koju traži, ali kako je ovaj nema, Cairo ga unajmi da je nađe. Počinju razgovarati o toj temi sve dok Cairo pristojno ne zamoli pištolj natrag. Ponovno ga uperi u Spadea kako bi pretražio ured, dok ovog to zabavlja.
Kasnije te večeri, Spade shvaća da ga prate pa pobjegne od pratioca, a nakon toga posjećuje Brigid, rekavši joj o sastanku s Cairom. Počnu se svađati, a Spade je poljubi, ali isto tako inzistira da mu kaže što se događa. Odlaze u Spadeov stan kako bi se Brigid sastala s Cairom. Nakon što se Cairo pojavljuje, počnu se ispitivati o tome gdje se nalazi crna ptica, a Cairo postaje zabrinut nakon što je Brigid spomenula da je "Debeli" u San Franciscu. Nakon što Brigid uvrijedi Caira, on pokuša potegnuti pištolj na nju, ali ga Spade udara.
Prekidaju ih dvojica policijskih detektiva na vratima koji žele razgovarati sa Spadeom, koji ih ne pušta. Nakon što su čuli Cairov poziv u pomoć, policajci upadaju unutra, a trojac im ispriča nekoliko kontradiktornih priča o tome što se dogodilo. Dundy ih želi sve privesti, ali Spade im kaže kako su se zafrkavali, što Brigid i Cairo potvrđuju. Cairo odlazi, praćen od strane policije, a Spade nagovara Brigid da mu kaže nešto više o crnoj ptici i njoj samoj, od čega je većina izmišljeno.
Ujutro, Spade odlazi u Cairov hotel, gdje opaža čovjeka koji ga je pratio, kako sjedi u predvorju. Kaže mu da prenese poruku "Debelom", ali Wilmer (Elisha Cook Jr.) hini ignoriranje i kaže mu da "odbije", na što Spade zovne hotelskog detektiva da ga izbace. Stiže Cairo i kaže kako ga je policija ispitivala cijelu noć, ali je se držao Spadeove "budalaste" priče. Nakon što se Spade vraća u ured, saznaje da je Kasper Gutman (Sydney Greenstreet), "Debeli", dobio njegovu poruku i želi razgovarati s njim. Nakon što je poslao Brigid s Effie kako bi je čuvala, i ignorirao Ivu, Spade odlazi u Gutmanov hotelski apartman. Gutman toplo pozdravlja Spadea, daje mu piće i počne mu pričati o Sokolu, ali namjerno okoliša, na što Spade počne glumiti kako je bijesan. Razbija čašu i izlazi van, dajući Gutmanu rok do 17,30 da počne surađivati s njim. Dok ulazi u dizalo, vidimo Joela Caira kako izlazi iz drugoga i odlazi u Gutmanov apartman.
Nakon što ga ispitao javni tužitelj, Spadeu prilazi Wilmer prijeteći mu pištoljem da ga odvede Gutmanu. Prije nego što su došli u hotelski apartman, Spade ga svladava, uzima mu oružje, a onda ga ponižava predajući oružje Gutmanu. Gutman i Spade sjedaju na piće, a Gutman počinje pripovijest o Malteškom sokolu.
Gutman objašnjava kako su gusari ukrali draguljima optočenog, neprocjenjivog sokola kad je poslan kralju Karlu u 16. stoljeću te da se on, stoljećima kasnije, pojavio u Parizu gdje je amajliran u crno kako bi se prikrila njegova stvarna vrijednost. Nakon dugo vremena, u 20. stoljeću, grčki antikvar pronašao je Sokola, ali je ubijen, a Sokol je još jednom ukraden. Gutman je slijedio Sokola do kuće ruskog generala u Istanbulu i pokušao ga kupiti, ali kad ga je general odbio prodati, Gutman je tamo poslao "agente" kako bi ga ukrali. "Eto, gospodine", kaže Gutman, "uzeli su ga, ali ga ja nisam dobio."
Gutman ponudi Spadeu 25 tisuća dolara za pticu i četvrtinu profita od prodaje. Nakon što je Spade pokušao nastaviti razgovor, vid mu se zamagli, a on se onesvijesti: piće mu je bilo otrovano. Nakon što Wilmer udari Spadea u lice u osvetu za sramoćenje, Gutman i Kairo (koji je bio u drugoj sobi) odlaze, ostavljajući Spadea samog na podu, u nesvijesti.
Nakon što Spade dolazi k svijesti, odmah naziva tajnicu kako bi razgovarao s Brigid, ali saznaje da ona nije s njom. Pretražuje Gutmanov apartman te pronalazi novine u kojima piše kad dolazi teretni brod La Paloma iz Hong Konga. Odlazi do dokova, ali otkriva kako je brod zapaljen. Časnik s dokova mu kaže kako su se posada i putnici spasili, a on se vraća u ured.
Iznenada u ured upada čovjek (Walter Huston), posrćući prema Spadeu sa svežnjem zamotanim u novine, i ostavlja ga, mrmljajući "Znaš... Sokol". Sruši se na kauč, mrtav. Spade pretraži mrtvačevu lisnicu i kaže Effie da je čovjek, koji je bio ustrijeljen, kapetan Jacobi s La Palome. Pogledavši u zamotak, Spade čvrsto zgrabi Effie za ruku i reče "Imamo ga, anđele. Imamo ga."
Zazvoni telefon, a tajnica začuje Brigid kako daje adresu i zavrišti prije nego što je prekinula liniju. Spade joj kaže da zovne policiju i kaže im kako je kapetan umro, ali da ne spominje paket, koji odnosi na autobusni terminal gdje ga skriva u poštanski sandučić.
Nakon što se adresa koju je Brigid dala pokazuje kao pucanj u prazno, Spade se vraća kući i pronalazi je kako se skriva u veži pokraj njegova stana. Odvodi je unutra, gdje pronalazi Gutmana, Caira i Wilmera kako ga čekaju s izvučenim pištoljima. Gutman daje Spadeu 10 tisuća dolara za Sokola, ali Spade im kaže kako je dio njegove cijene čovjek kojeg može prijaviti policiji za ubojstva Archera, Thursbyja i kapetana Jacobija, što će skinuti sumnju s njega. Spade natukne da je Wilmer najbolji izbor, jer je sigurno ubio bar Thursbyja i Jacobija. Nakon napetih pregovora, Gutman i Cairo se slože da žrtvuju Wilmera, koji je nokautiran u tučnjavi. Spade saznaje detalje o tome što se dogodilo i tko je ubio koga.
Malo poslije zore, Spade nazove Effie i uputi je kako će mu donijeti zamotak, što ona i učini. Gutman, Cairo i Brigid ga mahnito odmotaju i izvade crnu statuu: Malteškog sokola. Gutman pregleda pticu, i kako bi se uvjerio se da je prava, počinje strugati glazuru džepnim nožićem. Počinje strugati sve brže i brže u ludilu i na kraju vikne kako je lažna.
Brigid inzistira da je ptica ista statua koju je dobila od ruskog generala, a Cairo eksplodira da je Gutman otkrio generalu njezinu pravu vrijednost kad ju je pokušao kupiti - mora da je izradio duplikat za njih kako bi ga ukrali. "Nije ni čudo kako smo je lako ukrali."
Cairo se slomi u jecajima dok Gutman povraća kontrolu nad samim sobom, predlažući da on i Cairo odu u Istanbul kako bi nastavili svoju potragu. Pištoljem zaprijeti Spadeu da vrati novac koji mu jer plaćen, ali mu dopušta da zadrži tisuću dolara za njegovo "vrijeme i troškove". Gutman pozove Spadea da im se pridruži, ali ovaj odbija.
Gutman i Cairo odlaze, a Spade nazove policiju i kaže im gdje će ih uhititi. Spade se bijesno posvađa s preplašenom Brigid, rekavši joj da zna da je ona ubila Archera kako bi umiješala svog nepoželjnog ljubavnika i ortaka, Thursbyja. "Pa", dodaje, "ako budeš imala sreće, izaći ćeš za 20 godina i možeš mi se tada vratiti. Nadam se da te neće objesiti, draga, za taj slatki vrat."
Brigid ne može vjerovati da će je Spade prijaviti policiji. "Ubila si Milesa", kaže, "i služit ćeš zbog toga." Ona ga počne moliti u ime njegove ljubavi za nju. Spade ne odgovori. Sjeda neraspoloženo, gledajući u pod, rekavši: "Kad čovjeku ubiju partnera, on bi trebao nešto poduzeti. Bez obzira na to što misliš o njemu. Bio je tvoj partner i moraš nešto poduzeti."
Spade pušta policiju unutra i predaje Sokola, novac koji mu je dao Gutman, za koji kaže kako je bio mito za njegovu šutnju, oružje koje je pokupio od Wilmera, Gutmana i Caira, i shrvanu Brigid, objašnjavajući kako mu je ubila partnera. Poručnik odvodi Brigid, a Polhaus uzima statuu i upita što je to. Uzevši Sokola, Spade odvraća, "Stvar od koje se sastoje snovi". Spade izlazi u hodnik i ugleda Brigid kako bezizražajno zuri kroz rešetke dizala dok odlazi u zatvor.

## Glavne uloge
| Glumac             | Uloga                | Napomene                       |
| Humphrey Bogart    | Sam Spade            | privatni istražitelj           |
| Mary Astor         | Brigid O'Shaughnessy | klijentica                     |
| Sydney Greenstreet | Kasper Gutman        | "Debeli"                       |
| Peter Lorre        | Joel Cairo           | pustolov                       |
| Barton MacLane     | Poručnik Dundy       | detektiv iz Odjela za ubojstva |
| Ward Bond          | Detektiv Tom Polhaus | detektiv iz Odjela za ubojstva |
| Lee Patrick        | Effie Perrine        | Spadeova tajnica               |
| Jerome Cowan       | Miles Archer         | Spadeov partner                |
| Gladys George      | Iva Archer           | Archerova žena                 |
| Elisha Cook Jr.    | Wilmer Cook          | Gutmanov ubojica               |
| Walter Huston      | Kapetan Jacobi       | kapetan teretnog broda         |

## Produkcija

### Casting
Redatelj-debitant John Huston vrlo je pažljivo birao glumce za Malteškog sokola, ali Humphrey Bogart nije bio prvi izbor za ulogu Sama Spadea. Producent Hal Wallis je prvo ponudio ulogu  Georgeu Raftu, koji je odbio jer nije htio raditi s neiskusnim redateljem. (Raft će nastaviti odbijati uloge koje će proslaviti Bogarta, uključujući ciničnog junaka u  Casablanci.). 42-godišnji Bogart je bio oduševljen što će glumiti dvosmislenog junaka koji je u isto vrijeme častan i pohlepan. Huston je bio posebno zahvalan što je Bogart brzo prihvatio ulogu, a film je pomogao učvršćenju njihovog dugogodišnjeg prijateljstva te postavio temelje za njihove kasnije suradnje u filmovima kao što su Blago Sierra Madre (1948.), Otok Largo (1948.) i Afrička kraljica (1951.). Bogartova uvjerljiva interpretacija postala je arhetip za privatnog detektiva u film noir žanru, koja mu je donijela trenutna priznanja i učvrstila njegovu filmsku osobnost. Ingrid Bergman je više puta gledala Malteškog sokola dok se pripemala za Casablancu, kako bi naučila glumiti s Bogartom.
Uloga prijetvorne femme fatale Brigid O'Shaughnessy prvo je ponuđena Geraldine Fitzgerald, ali je otišla Mary Astor nakon što je Fitzgerald odlučila nastupiti u kazališnoj predstavi.
Lik opakog "Debelog" Kaspera Gutmana temeljen je na stvarnom razbojniku, A. Maundyju Gregoryju, pretilom britanskom detektivu koji je postao poduzetnik i bio umiješan u mnoge čudne postupke, kao što je potraga izgubljenim blagom sličom Sokolu. Međutim, nije bilo lako izabrati glumca te je potrajalo dok producent Hal Wallis nije riješio problem sugerirajući Hustonu da na audiciju pozove  Sydneyja Greenstreeta, kazališnog veterana koji se nikad nije pojavio na filmu. Greenstreet, kojem je tada bilo 61 godina i koji je imao oko 150 kilograma, je impresionirao Hustona svojom konstitucijom, posebnim hrapavim smijehom, okruglim očima i načinom govora.
Greenstreetov karakterizacija imala je takav kulturni učinak da se atomska bomba bačena na Nagasaki u  Drugom svjetskom ratu zvala "Debela", nazvana po njemu. (Naziv "Debeli" za Gutmana je stvoren za film - u romanu, iako debeo čovjek, poznat je kao "G.").
Lik Joela Caira temeljen je na kriminalcu Hammettu uhićenom zbog pljačke Pinkertonovih 1920. u Washingtonu. U Hammettovu romanu, lik očiti  homoseksualac, ali kako bi se izbjegli s cenzorima, ovo je u dobroj mjeri skriveno, iako je on i dalje ženskast - na primjer, njegovo zvanje karata, džepni rupčić mu je namirisan gardenijama uzrujava se zbog odjeće te postaje histeričan nakon što mu je krv iz ogrebotine uništila košulju.
Huston je za ulogu Wilmera izabrao Elisha Cooka Jr., poznatog karakternog glumca. Prema Hustonu, Cook je "živio sam u Visokoj Sierri, vezao mamce i lovio pastrve između filmova. Kad bi ga tražili u Hollywoodu, poslali bi mu poruku u planine preko kurira. On bi sišao, snimio film, i ponovno se vratio." Kao za Caira (pa čak i Gutmana), i za lik Wilmera su mnogi govorili da je homoseksualac, ponajviše zbog upotrebe riječi "gunsel", koja označava mladog homoseksualca u vezi sa starijim muškarcem.

### Pripreme
Tijekom priprema za Malteškog sokola, redatelj debitant John Huston je isplanirao svaku sekundu filma do zadnjeg detalja, dodavajući upute u scenarij sebi kako bi snimanje proteklo tečno i profesionalno. Kao i drugi redatelji, kao što je Alfred Hitchcock, Huston se nepopustljivo držao rasporeda, a sve je bilo metodično isplanirano kako bi se osiguralo da film neće premašiti budžet. Dajući glumcima detaljizirani scenarij, Huston im je omogućio da uvježbaju svoje scene s malo miješanja s njegove strane.
Njegov scenarij je bio tako dorađen da nijedna rečenica nije uklonjena iz zadnje verzije filma. Snimanje je proteklo tako glatko da je bilo vremena za glumce da uživaju, a Huston je odveo Bogarta, Astor, Bonda, Lorrea i druge u golf klub Lakeside pokraj studija Warner kako bi se opustili u bazenu, hrani, piću i razgovoru o svemu drugome, samo ne o filmu na kojem su radili.
Huston je koristio mnogo dijaloga iz originalnog romana, a uklonio je sve reference na seks što je za tadašnje standarde bilo neprihvatljivo. Cenzori su ubacili mnogo uzvika tipa "bogova mi" koje je izvikivao Greenstreet, kako bi zamijenili "bogami". Huston je upozoren da ne prikazuje opijanje. Redatelj se tome usprotivio objašnjavajući kako je Spade čovjek koji pije pola boce žestokog pića na dan, a prikaz njega kako u potpunosti apstinira od alkohola bi bio čisti falsifikat.

## Kritike
Nakon objavljivanja, Malteški sokol je zaradio mnoga priznanja od kritike i publike, a njegova reputacija je od tada konstantno rasla. 1942. je nominiran za tri Oscara: najbolji film, najboljeg sporednog glumca (Sydney Greenstreet) i najbolji adaptirani scenarij (John Huston).
Zbog uspjeha filma, Warner Bros. je odmah isplanirao produkciju nastavka nazvanog The Further Adventures of the Maltese Falcon, koji je trebao režirati Huston početkom 1942. Međutim, jer je Huston postao tražen, a većina glumačke ekipe nedostupna, nastavak nikad nije snimljen.
Roger Ebert i časopis Entertainment Weekly proglasili su film jednim od najvećih svih vremena, a Američki filmski institut stavio ga je na 23. mjesto 100 najboljih američkih filmova.

## Vanjske poveznice
- Malteški sokol u internetskoj bazi filmova IMDb-a
- Malteški sokol na Rotten Tomatoes
- Palace Classic Films' Maltese Falcon Commentary